# Geschichte der Juden in Coburg
Die Geschichte der Juden in Coburg begann im Laufe des 13. Jahrhunderts mit ersten Zuwanderungen nach Coburg. Ende des 14. Jahrhunderts war eine größere jüdische Gemeinde entstanden, die aufgrund einer Vertreibungspolitik der sächsischen Landesherren etwa 50 Jahre später wieder aufgelöst war. Anfang des 19. Jahrhunderts ließen sich die ersten Juden wieder in Coburg nieder. Bis 1926 war ihre Zahl auf 316 angewachsen. Sechs Frauen lebten nach dem Holocaust noch in der Stadt, mindestens 62 Einwohner wurden ermordet.

## 13. bis 18. Jahrhundert

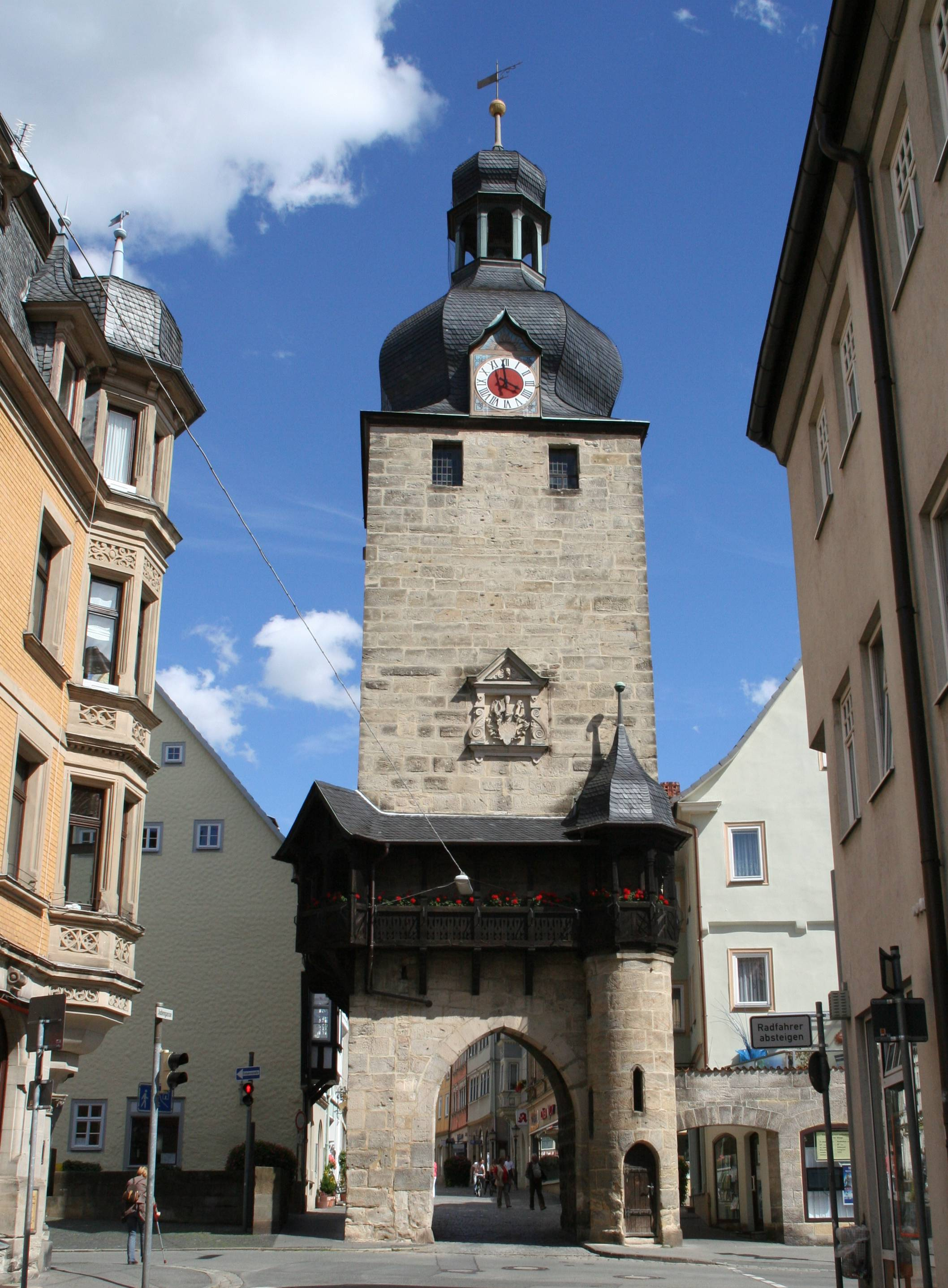
Judentor in Coburg

Für eine Ansiedlung von Juden in Coburg im Laufe des 13. Jahrhunderts gibt es keine direkten Zeugnisse.:S. 257–258 Es ist aber aufgrund eines Schreibens aus dieser Zeit, in der ein „Isaac von Coburg“ genannt wird, wahrscheinlich.:S. 282–289 Aus dem Jahr 1301 stammt der erste urkundliche Beleg für eine jüdische Gemeinschaft in Coburg. Die erste Erwähnung des Judentors folgte im Jahr 1321. Der Name deutet auf eine größere Gruppe jüdischer Familien hin. In den Nachbarorten der Pflege Coburg sind zu der Zeit ebenfalls Juden bezeugt. Der Name Judengasse tauchte erstmals 1393 auf und 1429 der Judenberg. Zwei Ende des 14. Jahrhunderts belegte sogenannte Judengruben, Beisetzungsstätten jüdischer Mitbürger, sind ein weiteres Indiz für den Bestand einer größeren jüdischen Gemeinschaft.:S. 257–258
Die Coburger Juden waren 1349 auch von Judenverfolgungen zur Zeit des Schwarzen Todes in Thüringen oder Bamberg betroffen.:S. 282–289 Ab 1362 förderte ein Frei- und Schutzbrief von Markgraf Friedrich III. von Meißen die Wiederansiedlung von Juden. Unter dem Schutz der Coburger Landesherren, die die Schutzbriefe in mehrjährigen Abschnitten immer erneuerten, entwickelte sich eine größere jüdische Gemeinde. Um 1400 hatte die Stadt etwa 2000 Einwohner, von denen etwa 3 % Juden waren. Die Judenschule, die gleichzeitig als Synagoge diente, ungefähr in der Judengasse 9 gelegen, wurde erstmals 1393 genannt. Aus dem Jahr 1395 stammt das sogenannte Coburg-Pentateuch, eine reich illuminierte hebräische Handschrift im Umfang von 504 Seiten, bestehend aus einem fünfteiligen Codex, die seit 1854 im Britischen Museum in London aufbewahrt wird. Eine größere kolorierte Zeichnung könnte die Veste Coburg darstellen.:S. 259–263 Es wurde zufällig 1978 in einer Ausstellungsvitrine durch die in den USA lebende Helene Gutmann entdeckt. Im Jahr 1413 durfte ein Friedhof außerhalb der Stadtmauern angelegt werden. Reste wie ein Grabstein von 1457 wurden 1896 beim Bau des Hauses Judengasse 50 gefunden. Die jüdischen Familien lebten überwiegend von Geldgeschäften, die nach kirchlichem Recht den Christen verboten waren. Zahlreiche Adelsgeschlechter und Klöster, aber auch Bischöfe, schuldeten ihnen Geld. Im Jahr 1422 verbot der Würzburger Bischof Johann II. von Brunn den Umgang und Handel mit Juden und empfahl diese mit einem roten oder anders farbigen Schild zu kennzeichnen. Kurfürst Friedrich II. begann Mitte der 1430er Jahre mit einer Vertreibungspolitik. Herzog Wilhelm III. befahl 1445 die Ausweisung der Coburger Juden. 1447 wurde die Judenschule geschlossen und die jüdische Gemeinde löste sich auf. Das letzte Mitglied der jüdischen Gemeinde wurde 1466 auf dem jüdischen Friedhof beerdigt. Im Jahr 1516 wurde noch der jüdische Einwohner Salomon im Erbbuch eines Hauses unter den Bewohnern aufgeführt.:S. 259–263 Die Coburger Landesordnung von 1531 bestimmte, keine Juden im Land zu dulden.:S. 3
In den folgenden Jahrhunderten duldeten die sächsischen Landesherren keine Niederlassung von Juden in Coburg. Trotzdem siedelten sich vereinzelt Juden an. 1598 war Georg Neblthau in der Münze beschäftigt, die 1680 an zwei Juden verpachtet war. 1754 wurde der Konditor Christoph Israel Rosenthal als Steuerzahler erwähnt.:S. 296–301

## 19. Jahrhundert
Ein Gesuch des Handelsjuden Salomon Callmann aus Rudolstadt zwecks Niederlassung wurde 1804 abgelehnt, weil die Vertreter der Stadt keine Konkurrenz im Handelsgewerbe haben wollten. Am 27. August 1805 gestattete aber die Landesregierung, gegen die Einsprüche des Coburger Magistrats, den beiden Söhnen des Handelsjuden und Hoffaktors Simon Levi Simon aus Hildburghausen, Joseph und Salomon Simon, die Ansiedlung. Die Söhne lebten in Küps und hatten eine Erlaubnis zum Hausierhandel mit alten Kleidern. Simon stattete seine Söhne mit einem Vermögen von 20.000 Gulden aus. Gemäß den Regelungen des Schutzbriefes von Herzog Franz vom 19. August 1806 waren eine einmalige Zahlung von 1.000 Gulden und eine jährliche Steuer in die herzogliche Kasse zu entrichten. Zusätzlich fielen Abgaben an den Coburger Magistrat und ein Leibzoll für alle Dienstboten an. Schließlich musste ein erblicher deutscher Familienname angenommen werden und es durfte kein Bart nach jüdischer Sitte getragen werden.:S. 6
Gemäß den geänderten Bestimmungen für die Ansiedlung von Juden durften nicht mehr als drei jüdischen Familien in Coburg ansässig sein. Nur sie erhielten einen herzoglichen Schutzbrief. Nach den beiden Familien der Brüder Simon war die dritte Familie ab 1810 die des Wollhändlers Wolf Löw aus Sulzdorf an der Lederhecke, der 1814 Coburg wieder verließ. Dessen Platz übernahm 1817 der Schnittwarenhändler Bär Moses Friedmann aus Altenkunstadt (1817).:S. 114  Daneben gab es ohne verbriefte Rechte zeitlich befristete Aufenthaltsgenehmigungen, die verlängert werden konnten, und Einzelfallentscheidungen, wie beim Hofzahnarzt Abraham Seligmann aus Hildburghausen in den 1820er Jahren. Gemäß der Sachsen-Coburger Verfassung von 1821 hatten Juden weder das Wahlrecht noch Grund- und Staatsbürgerrechte.:S. 7
Insbesondere der Coburger Magistrat führte eine restriktive Politik um einen Zuzug oder eine Ausdehnung jüdischer Familien zu begrenzen. Bereits ansässige Juden durften keine Grundstücke erwerben, keinen weiteren Hausstand gründen und damit auch nicht heiraten.:S. 114 Der Kaufmann Moritz Friedmann erhielt nach juristischen Schritten 1850 als erster Coburger Jude die vollständigen Bürgerrechte und musste 1855 in die judenfeindliche Kaufmannsgilde aufgenommen werden.:S. 116
Mit dem am 3. Mai 1852 veröffentlichten Staatsgrundgesetz für die Herzogtümer Coburg und Gotha wurden die Juden mit den gleichen Rechten und Pflichten ausstattet wie die Christen.:S. 11 Die wirtschaftliche Gleichberechtigung folgte 1863 mit der Einführung der Gewerbe- und Niederlassungsfreiheit. Mit dem Beitritt Sachsen-Coburgs zum Norddeutschen Bund 1867 wurden die dort geltenden Gesetze zur Gleichstellung aller Konfessionen materielles Recht in Coburg.:S. 14 In den folgenden Jahrzehnten wanderten die Juden aus den umliegenden Landgemeinden nach Coburg ab. 1869 wohnten 12 jüdische Familien mit 68 Mitgliedern in der Stadt.:S. 296–301 1873 waren es 25 Familien und 1903 schon 55 Familien. Die meisten kamen aus dem benachbarten Sachsen-Meiningen.

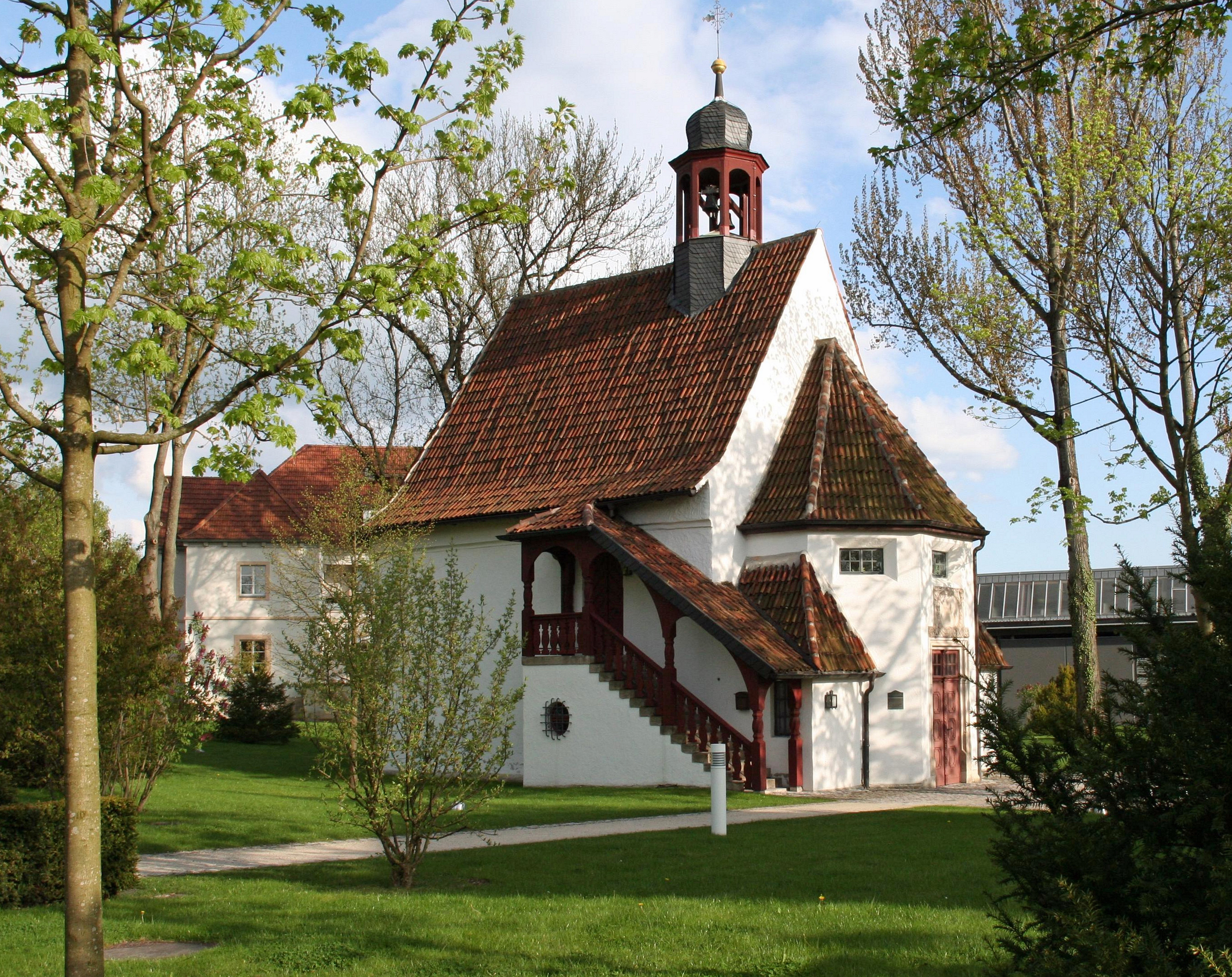
Nikolaikapelle in Coburg

1870 reichten erstmals acht der ansässigen jüdischen Familien ein Gesuch bei der Stadt ein, eine Gemeinde gründen zu dürfen. Da die vier anderen Familien gegen eine Gründung waren, verzögerte sich die Genehmigung. Da eine juristische Institution notwendig war, gründete sich am 4. Januar 1873 die jüdische Kultusgemeinde. Am 28. April 1873 stimmte die Staatsregierung schließlich den Statuten auf der Basis der freiwilligen Zugehörigkeit zur jüdischen Gemeinde zu.:S. 301–308 Damit wurde der Gemeinde der Status einer juristischen Person zuerkannt. Die Gemeinde erhob sogenannte Steuern bei ihren Mitgliedern, die sich nach der Höhe der Einkünfte richtete. Simon Oppenheim wurde als Vorbeter der Gemeinde,  Schächter und Religionslehrer angestellt. Als Lehrer unterstand er der Aufsicht des sachsen-meiningischen Landesrabbiners Moritz Dessauer.:S. 88
Anfangs war die Betstube im Wohnhaus Herrngasse 4 der Familie Simon benutzt worden. Am 20. September 1873, am Sabbat vor dem jüdischen Neujahr folgte die Einweihung der Kapelle St. Nikolaus als Synagoge. Die Stadt Coburg hatte der Gemeinde das Gotteshaus mit der Auflage, für den Unterhaltsaufwand aufzukommen, unentgeltlich überlassen. Nach einem Ersuchen von zwei jüdischen Bürgern 1871 konnte im Juli 1873 die jüdische Gemeinde außerdem von der Stadt für 1.600 Gulden am östlichen Ende des Friedhofs am Glockenberg 2900 Quadratmeter der damaligen Friedhofserweiterung für ein eigenes Bestattungsfeld erwerben.(siehe Jüdischer Friedhof (Coburg)) Die erste Beisetzung war am 12. Juli 1874.:S. 353–359
Im Jahr 1875 hatte die jüdische Gemeinde 17 Mitgliedsfamilien, während sich 11 Familien und Einzelpersonen vom religiösen Leben fernhielten. 1878 wurde der Israelitische Frauenverein, 1899 ein jüdischer Geschichtsverein und 1905 ein Wohltätigkeitsverein gegründet.:S. 123

## 20. Jahrhundert
Nachfolger des Vorbeters Simon Oppenheim wurde 1914 der Lehrer und Prediger Hermann Hirsch, der 1917 ein Internat gründete, das er 1935 formal in eine jüdische Volksschule, faktisch aber in ein Jüdisches Landschulheim umwandelte.
1917 hatte die Gemeinde 77 Mitglieder, 62 Männer und 15 Frauen. Offizielles Mitglied war in der Regel nur ein Familienteil. Die Religionsschule besuchten 21 Jungen und 17 Mädchen. Nach der Vereinigung des Freistaats Coburg mit dem Freistaat Bayern im Jahr 1920 ließ sich die jüdische Gemeinde im Jahr 1922 als Körperschaft des öffentlichen Rechts anerkennen. In der Folge durfte sie Mitglied des Verbandes der bayerischen israelitischen Gemeinden werden. Zusätzlich musste sie sich in loser Form einem Rabbinat anschließen. Dies geschah durch Anschluss an den Rabbiner in Bamberg, nicht an den Rabbinatsdistrikt. Der Rabbiner war zuständig für die mit der Erfüllung der religionsgesetzlichen Pflichten. Die praktische Betreuung der Gemeinde oblag weiterhin dem Prediger Hirsch.
Im Ersten Weltkrieg hatte die Kultusgemeinde sieben gefallene Mitglieder zu beklagen.:S. 359 Erste antisemitische Flugblätter wurden im Oktober 1919 in Coburg an zahlreiche Häuserwände geklebt. Die Ortsgruppe des Centralvereins deutscher Staatsbürger jüdischen Glaubens reagierte umgehend und setzte für Hinweise auf die Täter eine Belohnung von 200 Mark aus. Außerdem ließ er Ludwig Holländer am 30. Oktober 1919 einen Vortrag mit dem Thema die antisemitische Gefahr halten. Insbesondere die DNVP mit der ihr nahestehenden Coburger Zeitung reagierten mit antijüdischen Vorträgen und Artikeln darauf, beispielsweise am 20. Februar 1920 mit dem Vortrag von Artur Dinter Die semitische Gefahr. Von 1920 bis 1922 profilierte sich die Coburger Ortsgruppe des Deutschvölkischen Schutz- und Trutzbundes mit judenfeindlichen Flugblättern, Plakaten, Artikeln in der Coburger Zeitung und Vorträgen. Am 26. November 1920 wurde erstmals in Deutschland Juden der Zutritt zu einer öffentlichen Vortragsveranstaltung vor 2000 Zuhörern mit dem Thema Das Verbrechen am Volke verwehrt.:S. 1–19
Während des Deutschen Tags kam es am 15. Oktober 1922 zu verschiedenen antisemitischen Kundgebungen durch SA-Männer. Dabei wurde unter anderem dem Direktor der Fleischfabrik Großmann, Abraham Friedmann, mit Totschlag gedroht, da Hitler ein Gerücht verbreiteten ließ, dass Friedmann 100.000 Reichsmark zur Störung der Veranstaltungen an Linksextreme gezahlt habe.
Ab April 1923 gab der Jungdeutsche Orden, mit dem Pfarrer Helmuth Johnsen als Coburger Führer, die Zeitung Coburger Warte heraus. Unter der späteren Schriftleitung von Hans Dietrich wurden unter anderem Hetzartikel gegen Coburger Juden veröffentlicht. In Coburg gab es Sachbeschädigungen an jüdischem Eigentum. Beschwerden des Zentralvereins bei der Regierung Oberfrankens führten zu einer halbherzigen Vorzensur durch den Vorsteher des Coburger Bezirksamtes Fritsch. Der Coburger Warte, die aus wirtschaftlichen Gründen im Januar 1925 eingestellt wurde, folgte 1926 die NSDAP-Parteizeitung Der Weckruf als judenfeindliches Hetzblatt, das in Aufmachung und Stil wie Der Stürmer gestaltet war. Am 25. Januar 1929 erschien die C.V.-Zeitung des Centralvereins deutscher Staatsbürger jüdischen Glaubens in Berlin mit der Überschrift „Koburg“. Der Verfasser beschrieb in einem ganzseitigen Artikel Coburg als Hochburg und Brutstätte antisemitischer Ausschreitungen. Tätliche Angriffe gegen jüdische Einwohner und deren Eigentum gehörten damals zur Tagesordnung, die Ermittlungen der Stadtpolizei waren im Regelfall erfolglos. Insbesondere Abraham Friedmann wurde attackiert. Friedmann wehrte sich gegen die Angriffe auf seine Person, indem er dem Arbeitgeber von Schwede, den Städtischen Werken, drohte, die Koks- und Stromabnahmen einzustellen. Da Schwede eine Unterlassungserklärung verweigert hatte, wurde er auf Antrag der Städtischen Werke Coburg nach einem Stadtratsbeschluss mit 14 gegen 10 Stimmen Anfang 1929 entlassen. In der Folge konnte die NSDAP am 5. Mai 1929 ein Volksbegehren zur Auflösung des Stadtrates erfolgreich durchführen, bei den anschließenden Stadtratswahlen am 23. Juni 1929 die absolute Mehrheit erringen und im neuen Stadtrat die Wiedereinstellung Schwedes bei den Städtischen Werken beschließen.:S. 107–118
Seit 1929 nahmen die Übergriffe auf jüdische Einwohner, deren Wohnhäuser und Geschäfte stark zu. Es kam zu Körperverletzungen und Sachbeschädigungen. Im Januar 1930 kündigte der Ausschuss des Landestheaters Coburg dem jüdischen Sänger Erwin Riba.:S. 95 Juden durften bei der Neueinstellung von Künstlern im Landestheater nicht mehr berücksichtigt werden. Am 28. März 1930 erließ der Stadtrat für das Coburger Schlachthaus ein Schächtverbot. Ein Coburger Bekleidungsgeschäft betrachtete den Antisemitismus als ein Mittel um die jüdische Konkurrenz auszuschalten und forderte in der Coburger National-Zeitung die Leser auf, jüdische Geschäfte zu meiden.:S. 143–144 Im Rahmen einer Werbeaktion in der Coburger National-Zeitung wurde am 14. Februar 1931 unter dem Kennwort Der Geschäftsjude ein Preisausschreiben veranstaltet und erstmals in einer Stadt Deutschlands zum Boykott jüdischer Firmen aufgerufen. Die betroffenen Geschäftsleute schalteten die Gerichte ein, in der Berufungsinstanz vor dem Oberlandesgericht Bamberg waren sie schließlich erfolgreich. Die Zeitung musste eine geringe Geldstrafe zahlen und sich verpflichten, künftig weitere Boykottaufrufe zu unterlassen.:S. 52–54
Am 16. Oktober 1931 wurde Franz Schwede zum Ersten Bürgermeister gewählt. Auf Antrag von Schwede beschloss der Coburger Stadtrat am 23. September 1932, der jüdischen Gemeinde zum Jahresende den Vertrag zur Überlassung der Nikolaikirche als Synagoge zu kündigen. Die israelitische Kultusgemeinde wehrte sich zwar anfangs vor Gericht gegen die Kündigung, brach allerdings im März 1933 das Verfahren ab. Am 16. März 1933 wurde die Synagoge geschlossen, bis 1936 musste die Gemeinde noch 6.000 Reichsmark zur Wiederinstandsetzung an die Stadt entrichten.:S. 318–329 Es war nach der Autenhausener im Jahr 1928 die zweite Synagoge in Deutschland, die aufgrund nationalsozialistischen Einflusses geschlossen werden musste. Am 15. März 1933 wurden den jüdischen Geschäftsinhabern vom Coburger Stadtrat nahegelegt, ihre Geschäfte sofort zu schließen. Anderenfalls wurden sie als Provokateure angesehen. Ihnen sollte dann kein polizeilicher Schutz zukommen. Anfang März 1933 begann der offene Terror gegen Kritiker der NSDAP und jüdische Einwohner. Insgesamt wurden 39 Juden von der städtischen Notpolizei festgenommen und im Regelfall gefoltert. Jakob Friedmann, 1920 und 1928 schon von Nationalsozialisten verbal angegriffen, verschleppten am 15. März Unbekannte und misshandelten ihn schwer. Daneben kam es zu Demonstrationen gegen jüdische Geschäfte und Anschlägen von „Prangerlisten“ mit Namen von Personen, die bei Juden kauften.:S. 118 Dies hatte am 1. April 1933 mit dem deutschlandweiten Boykotttag einen Höhepunkt.:S. 60–67
Die sieben jüdischen Ärzte in Coburg durften nur noch jüdische Patienten privat behandeln. Den drei jüdischen Rechtsanwälten und Notaren in Coburg wurde das Betreten von Gerichtsgebäuden untersagt. Die Kaufhäuser mussten schon seit 1929 eine Sondersteuer zahlen. Sechs jüdische Kaufhäuser gingen bis 1936 in arischen Besitz über, darunter 1935 das Modehaus M. Conitzer & Söhne in der Spitalgasse 19. Bereits 1933/34 waren die jüdischen Einwohner von allen öffentlichen Einrichtungen ausgeschlossen worden. Im August 1935 begannen auf Eigeninitiative Coburger Kinos, Geschäfte und Lokale Juden den Zutritt zu verbieten, im Landestheater Coburg waren sie unerwünscht.:S. 81–85
In der Nacht zum 10. November 1938 wurden jüdische Geschäfte verwüstet und Schaufenster zerschlagen. Im Haus Hohe Straße 30, in dem sich Hirschs Schule befand, war nach der Schließung der Synagoge der Betsaal der Jüdischen Gemeinde eingerichtet worden. Schule und Betsaal wurden verwüstet, die ehemalige Synagoge blieb unversehrt. Für viele der noch 133 Mitglieder der jüdischen Gemeinde folgte die Verhaftung, wobei 35 Männer in der Angerturnhalle, vor der antijüdische Demonstrationen stattfanden, festgehalten wurden. 16 Personen überführte die SA nach Hof.:S. 95–101 Am 7. Dezember 1938 ordnete der kommissarische Oberbürgermeister Wilhelm Rehlein die Umbenennung unter anderem der Judengasse in Marktgasse, des Judentores in Markttor, der Straße Judenberg in Saarlandstraße und der Judenbrücke in Itzbrücke an.:S. 154 Am 26. Mai 1939 folgte die Umbenennung der Raststraße in Ludwig-Siebert-Straße.:S. 157 Im Oktober 1940 wurden die Coburger Juden gezwungen ihre Wohnungen zu räumen und in fünf jüdische Wohnhäuser umzuziehen.:S. 126 Neben den Gebäuden Sally-Ehrlich-Straße 10 (vor 1946: Zinkenwehr 39), Steinweg 15 (1935–1945: Hans-Schemm-Straße) und Ketschengasse 6 befanden sich Ghettohäuser in der Mohrenstraße 32 (1937–1945: Straße der SA) und Spitalgasse 4.

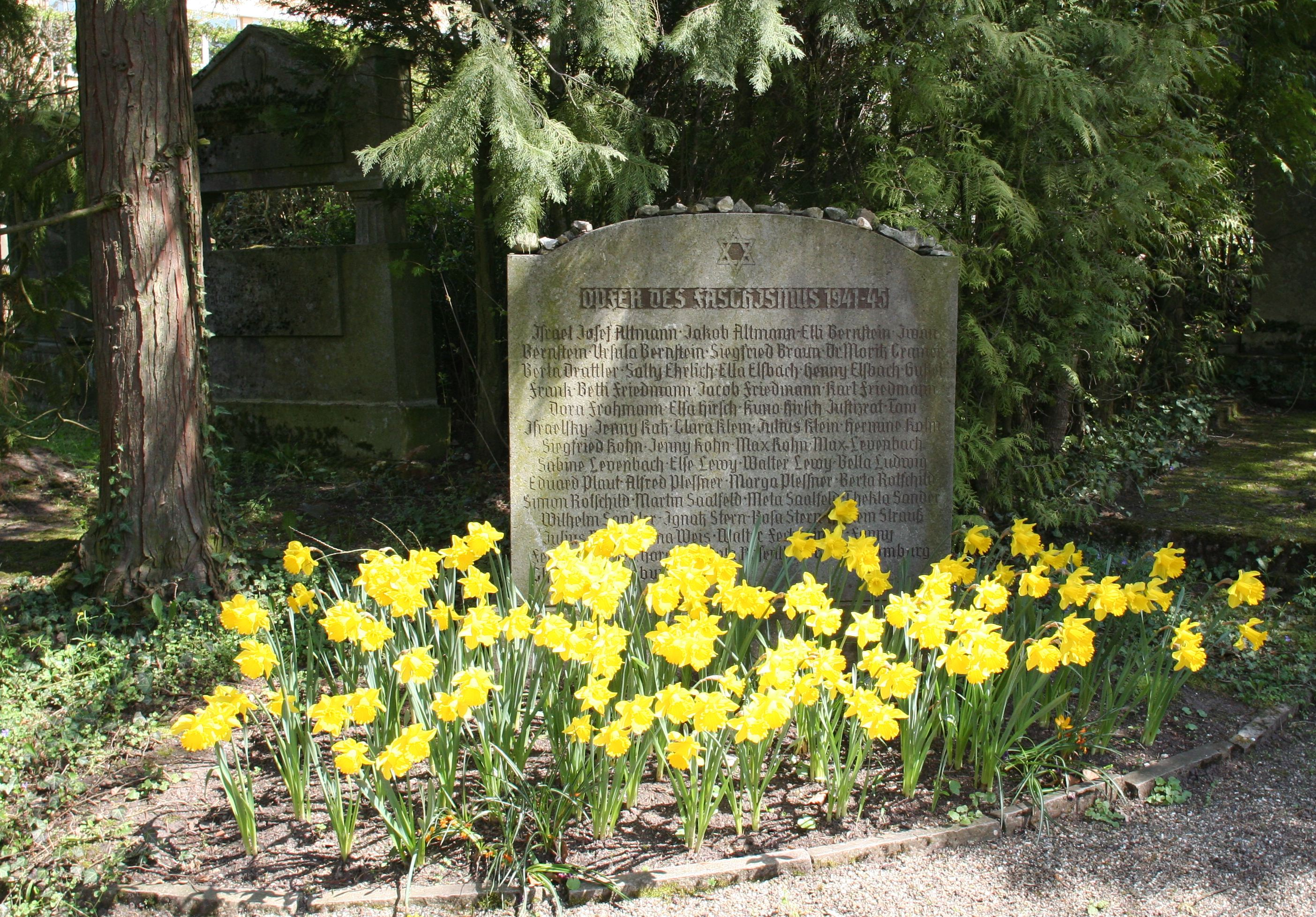
Gedenkstein auf dem jüdischen Friedhof

Beim Überschreiten der Reichsgrenzen und dauerhaften Aufenthalt im Ausland fiel das Vermögen an das Deutsche Reich. Das Mobiliar und die Einrichtungsgegenstände in den verlassenen Wohnungen wurde, nachdem zuvor die städtischen Beamten es stark vergünstigt erwerben konnten, versteigert.
Im Herbst 1941 begannen die Deportationen in die Todeslager, die 37 Menschen aus Coburg betrafen. 26 Coburger Juden deportierte das NS-Regime am 27. November 1941 mit einem Sammeltransport aus Franken über Nürnberg nach Riga. Fünf Coburger kamen am 24. April 1942 über Bamberg mit dem Sonderzug Da49 mit etwa 1000 Gefangenen in das Ghetto Krasnystaw bei Lublin. Wohl Anfang Juni 1942 ermordete die SS sie in den Gaskammern des Vernichtungslagers Sobibor. Sechs Menschen wurden am 9. September 1942 ins Getto Theresienstadt geschickt. Vier jüdische Frauen entgingen den Deportationen, da sie mit „deutschblütigen“ Männern verheiratet waren. Weitere 24 weggezogene jüdische Einwohner Coburgs wurden deportiert und größtenteils ermordet.:S. 133–137
Im Jahr 1945 kehrte Sali Altmann aus Theresienstadt zurück und wohnte bis zu ihrem Tod 1954 in Coburg. Im selben Jahr kam die nach Riga deportierte und im KZ Stutthof entlassene Lotti Bernstein zurück. Sie ging 1946 zu Verwandten nach Chile.:S. 316
Auf dem jüdischen Friedhof der Stadt steht ein Gedenkstein mit den Namen von 48 Coburger Juden, die dem Nationalsozialismus zum Opfer gefallen waren. Das Gedenkbuch des Bundesarchivs für die Opfer der nationalsozialistischen Judenverfolgung in Deutschland verzeichnet namentlich 66 jüdische Einwohner Coburgs, die deportiert und größtenteils ermordet wurden. In der Stadt erinnern ab 2009 von den insgesamt 123 (Stand: November 2023) Stolpersteinen viele an ehemalige jüdische Einwohner.
Am 31. Juli 2025 weihte die Stadt Coburg den Erinnerungsweg jüdisches Leben ein. Der Weg erinnert an 14 Stationen mit Stelen an das Leben der jüdischen Bürger in Coburg und deren Schicksale.

## Entwicklung der jüdischen Bevölkerung
| Jahr | Einwohner | Juden |
| ---- | --------- | ----- |
| 1869 |           | 68    |
| 1871 | 12.819    |       |
| 1880 |           | 210   |
| 1910 | 23.789    | 313   |
| 1925 | 24.701    | 316   |
| 1933 | 25.707    | 233   |
| 1936 |           | 161   |
| 1939 | 29.934    | 65    |
| 1943 |           | 4     |

## Persönlichkeiten
- Erich Braun (1898–1982), Mediziner
- Abraham Friedmann (1873–1938), Kaufmann
- Jakob Freiherr von Mayer (1832–1901) stammte aus Bibra und kam 1857 als Handelsjude zusammen mit seinem Bruder Adolph nach Coburg. Jakob Mayer machte sein Vermögen mit einer Samen- und Getreidegroßhandlung. Im Jahr 1872 verlieh ihm Herzog Ernst II. den Titel Kommerzienrat, 1884 den Titel Geheimer Kommerzienrat und das Ritterkreuz I. Klasse des Ernestinischen Hausordens. 1889 wurde er gegen den Widerstand engster Kreise um Herzog Ernst II. in den Freiherrenstand erhoben. Mayer war 1896 Gründungsmitglied der Coburger Industrie- und Handelskammer. Seine Familie spendete jährlich 10.000 Goldmark für wohltätige Zwecke und 40.000 bis 50.000 Goldmark an die Stadt Coburg. Jakob Mayer wurde in die Ehrentafel für Wohltäter im Coburger Rathaus aufgenommen.[5]:S. 124
- Hans Morgenthau (1904–1980), Jurist und Politikwissenschaftler
- Ferdinand Martin Freiherr von Rast (1781–1863) stammte aus Berlin, wo er als Ferdinand Martin Liebmann, Sohn eines wohlhabenden jüdischen Schlachtviehhändlers, geboren wurde. Im Jahr 1805 trat er zum protestantischen Glauben über. Er war vor allem mit dem Erwerb der Hammerwerke und Eisengruben in der Steiermark vermögend geworden. 1830 erhob ihn König Ludwig I. in den bayrischen Freiherrnstand. 1832 wurde er von Herzog Ernst I. in Coburg zum Herzoglich Coburgischen Kammerherrn ernannt. Er lebte ab 1859 in Coburg und richtete 1861 zugunsten des Coburger Gemeinwesens eine Stiftung mit einem Anfangskapital von 41.000 Gulden ein. Rast wurde in die Ehrentafel für Wohltäter im Coburger Rathaus aufgenommen und 1861 Ehrenbürger der Stadt.[14]